# Jean de Ziębice
Jean de Ziębice  (Jan Ziębicki en polonais) est un prince polonais de la dynastie Piast né vers 1380/1390 et mort le 27 décembre 1428. Il règne sur le duché de Ziębice (Münsterberg en allemand) de 1410 à 1428.

## Biographie
Jean est l'ainé des fils survivants de Bolko III de Ziębice. Il succède à son père en 1410 conjointement avec son frère Henri II. Après la mort de ce dernier, le 11 mars 1420, il règne seul. Comme les autres membres de sa famille, Jean est vassal du roi de Bohême. Il trouve la mort le 27 décembre 1428 lors du combat d'Altwilmsdorf  (en polonais Stary Wielisław) dans la vallée de Kłodzko (en allemand  Glatz et en tchèque Kladsko), en affrontant le chef hussite Jan Kralovcade pendant les Croisades contre les hussites.

## Mariage
Jean de Ziębice épouse Élisabeth, fille d'Émeric Ier Lacković et veuve de Spytek II de Melsztyn, entre le 8 mai 1406 et le 19 mars 1408. Le couple n'a pas d'enfants et avec lui s'éteint la lignée Piast du duché de Münsterberg. Sa sœur Euphémie (morte le 17 novembre 1447), veuve du comte Frédéric III d'Oettingen, tente jusqu'en 1442 de faire valoir ses droits à sa succession. Investie du duché en 1435, elle doit y renoncer l'année suivante.

## Sources
- (de) Europäische Stammtafeln Vittorio Klostermann, Gmbh, Francfort-sur-le-Main, 2004  (ISBN 3465032926),  Die Herzoge von Schweidnitz und Jauer †1368 und von Münsterberg †1428 des Stammes der Piasten  Volume III Tafel 12.
- (en) & (de) Peter Truhart, Regents of Nations, K. G Saur Münich, 1984-1988  (ISBN 359810491X),  Art. « Münsterberg »  p. 2452.